# MOTO NAVI
『Moto NAVI（モトナビ）』は、トウキョウフラッガーブック株式会社が発行しているオートバイ雑誌。かつては偶数月24日発売であったが、2021年より季刊に変更。3月、6月、9月、12月の各24日発売となっている。オートバイに関する情報だけでなく、ファッションやライフスタイルについての記述が多いのが特徴である。
かつては二玄社から発行されていたが、休刊を受けて創刊編集長の河西啓介が商標を買い取り、ボイス・パブリケーションを設立し二玄社から独立するかたちで継続。
2018年12月26日のボイス・パブリケーション倒産を受けて2018年8月号より、編集スタッフは新設されたエフテンブックに移籍。版元がボイスパブリケーションからエフテンブックに変更された。なお、2023年4月に同社は社名を変更し、現在の版元はトウキョウフラッガーブック株式会社となっている。
二代目編集長はボイス・パブリケーション時代副編集長を務めた日越翔太。
MOTO NAVIの姉妹誌としては、奇数月26日発売の自動車雑誌『NAVI CARS（ナビカーズ）』があった（2019年11月号、No.43で休刊）。かつては、自転車雑誌『BICYCLE NAVI（バイシクルナビ）』も刊行されていたが、2017年11月号のNo.87をもって休刊した。

## 内容
2001年に、二玄社が発行する自動車雑誌「NAVI（ナビ）」のオートバイ版という位置づけで創刊された。創刊当時のキャッチフレーズである「もういちど、オートバイと暮らす。」が示していたように、オートバイのあるライフスタイルを提案する編集方針をとっている。
登場するオートバイはBMWやドゥカティ、ハーレーダビッドソン、トライアンフ、KTM、モトグッツィなどの輸入車が比較的多く、それゆえに400cc以上の大型モデルを中心に紹介している。
また、後述するようにオートバイ雑誌にありながらファッション誌的な誌面構成が特徴であり、独自性を発揮しているポイントでもある。
なお、No.98（2019年2月号）より、創刊以降17年にわたって編集長を務めた河西に代わり、同誌副編集長であった日越翔太が2代目編集長に就任。それまですべて大文字のアルファベットで表記されていたロゴを、「Moto NAVI」と小文字まじりのものに変更した。あわせて誌面を大幅にリニューアルし、黒色を基調としながらヨーロッパや北米の二輪雑誌を思わせるデザインに一新。それまでのA4正寸から横を20mm広げたA4変形とするとともに、開きを左開きに変更。さらにキャッチフレーズを「もういちど、オートバイと暮らす。」から、『「知性ある大人の自由時間。」それを“モーターサイクル”と呼びたい。』へと改めた。それとともに誌面内容に「時間」を中心とした概念的なものを意識した企画が増え、明るく軽快な印象があったリニューアル前と比べると落ち着いたテイストでまとめられるようになった。
さらに2021年6月発売号（No.113）にて再リニューアルを実施。バイクを中心とするライフスタイル系バイク雑誌という立ち位置はそのままに、刊行形態を隔月から季刊へと変更した。また、判型を小型化し、同じA4変形ではあるが、縦277mm×横210mmとややコンパクトしながら厚みをアップさせ、所有感の高いものに変えている。これまで以上に、バイクに乗る人＝ライダーを中心とするバイク雑誌という体制を前面に押し出した誌面としている。

## 特徴
創刊からNo.97（2018年12月号）あたりまでは、芸能人やミュージシャンなどの著名人が多く登場することでも知られ、俳優の鈴木一真やミュージシャンの吉川晃司、松雪泰子、武田真治、テリー伊藤、長野博（20th Century）、丸山隆平（関ジャニ∞）、ケンドーコバヤシ、荒川静香（プロフィギュアスケーター）など、表紙に登場した人物は多岐にわたる。
また、“懐かしもの”を扱った特集も多く、「片岡義男とオートバイの旅」（2013年10月号）や「俺達のバリバリ伝説。」（2014年10月号）など、70～90年代に流行った小説やマンガを題材として採り上げる企画も多く見られた。
写真を多用したビジュアルブックのような誌面構成は、ファッション誌的でもあり、オートバイそのものの情報を多く伝える他誌とは一線を画している。オートバイアパレルに限らず、一般的なメンズアパレルブランドのアイテムを組み合わせた乗車スタイルを提案するなど、スタイルにこだわりのあるライダーに向けたと思われる記事がある反面、サーキットなどでのスポーツ走行を目的とするライダーにとって有用であろう、プロテクターなどの情報は限られている。
リニューアル後はよりグラフィカルな誌面構成が見られるようになり、海外のオートバイシーンを伝える記事も増加。洋の東西を問わず二輪の魅力を紹介し続けている。

## 主な連載（終了したものも含む）
- VOICE：初代編集長の河西によるコラム。イラストは安藤俊彦が担当。
- The Great "Morning" Escape：「休日の午前中をバイクの時間に充てる」をテーマにしたフォトストーリー。
- オートバイ海外サイト紹介：海外のオートバイ情報を紹介。インターネットサイトから飲食店などのカフェまで、取り上げるジャンルは広い。
- MUSIC GARAGE：ラジオDJのトムセン陽子による音楽コラム。
- 後藤武のフルバンクで行きたい食堂：二輪ジャーナリストの後藤武が、ツーリング先で出会う飲食店を紹介。
- REVIEW：新車紹介ページ。車両自体に関しての記述のほか、エッセイ的な文体でその魅力を語る場合もある。
- MotoGP TALK：元GPライダーにして、現56デザイン代表の中野真也と編集長がMotoGP最新事情を語り合う。
- 永遠のクラシックモーターサイクル：国内外のクラシックバイクを緻密な解説で紹介。
- MOTORCYCLE MAN：オートバイにかかわる職業に就く、さまざまな人にインタビュー。
- ○と×：編集スタッフによるあとがき。制作期間中に起こった良いこと、悪いことが記される。姉妹紙であった『NAVI』より受け継がれるほか、エフテンブックの発行するすべての雑誌に設けられるコーナーでもある。

## データ
- 発行元：二玄社（～2010年6月号）→ボイス・パブリケーション（～2018年6月号）→エフテンブック（2018年8月号～）→トウキョウフラッガーブック（2023年5月号～）
- 創刊日：2001年4月
- 発行日：偶数月24日発売→3月、6月、9月、12月の各24日発売
- 定価：1,200円→1,222円→1,980円